# Centropomidae
La famiglia Centropomidae comprende 12 specie di pesci d'acqua marina, salmastra e dolce (conosciuti come snook in inglese e robalo in spagnolo) raggruppati nell'unico genere Centropomus (Lacepede 1802), dell'ordine dei perciformi.

## Distribuzione e habitat
Questi pesci sono tipici delle acque americane dove sono presenti con 12 specie, sia sul versante pacifico (tra la California ed il Perù) che su quello atlantico (tra la Carolina del Sud ed il Brasile meridionale). Sono comuni nel mar dei Caraibi e nelle Antille.

È tipica una certa eurialinità che porta queste specie a frequentare le acque di foci e lagune, alcuni centropomidi si incontrano anche nelle acque dolci. Tutte le specie sono strettamente costiere.

## Descrizione
Hanno un aspetto che può lontanamente ricordare la spigola o gli scienidi, caratteristico è il profilo della testa che è concavo dando al pesce un profilo appiattito. La linea laterale continua sulla pinna caudale come negli scienidi. Le pinne dorsali sono due, più o meno distanziate l'una dall'altra, la prima porta raggi 7 o 8 spinosi, la seconda 1 spinoso ed il resto molli. La pinna anale porta 3 raggi spinosi e per il resto è molle. La pinna caudale può avere il bordo arrotondato, troncato o forcuto, secondo lo stile di vita della specie.

La colorazione è in genere argentea con la linea laterale scura ben visibile ma alcune specie hanno colori vivaci.

Le specie più grandi raggiungono 1,4 m di lunghezza.

## Alimentazione
Sono quasi costantemente predatori che si cibano di altri pesci.

## Pesca
Sono prede apprezzate dai pescatori sportivi che li insidiano con la tecnica della traina e della pesca a spinning utilizzando sia esche naturali che artificiali ma anche dai pescatori di mestiere. Alcune specie sono anche oggetto di acquacoltura. Le carni sono ottime, molto apprezzate in tutto l'areale.

## Tassonomia
Attualmente (2017) la famiglia comprende 12 specie; i generi Lates, Hypopterus e Psammoperca, precedentemente attribuiti a questa famiglia fanno attualmente parte della nuova famiglia Latidae.
- Centropomus armatus
- Centropomus ensiferus
- Centropomus medius
- Centropomus mexicanus
- Centropomus nigrescens
- Centropomus parallelus
- Centropomus pectinatus
- Centropomus poeyi
- Centropomus robalito
- Centropomus undecimalis
- Centropomus unionensis
- Centropomus viridis

### Specie fossili

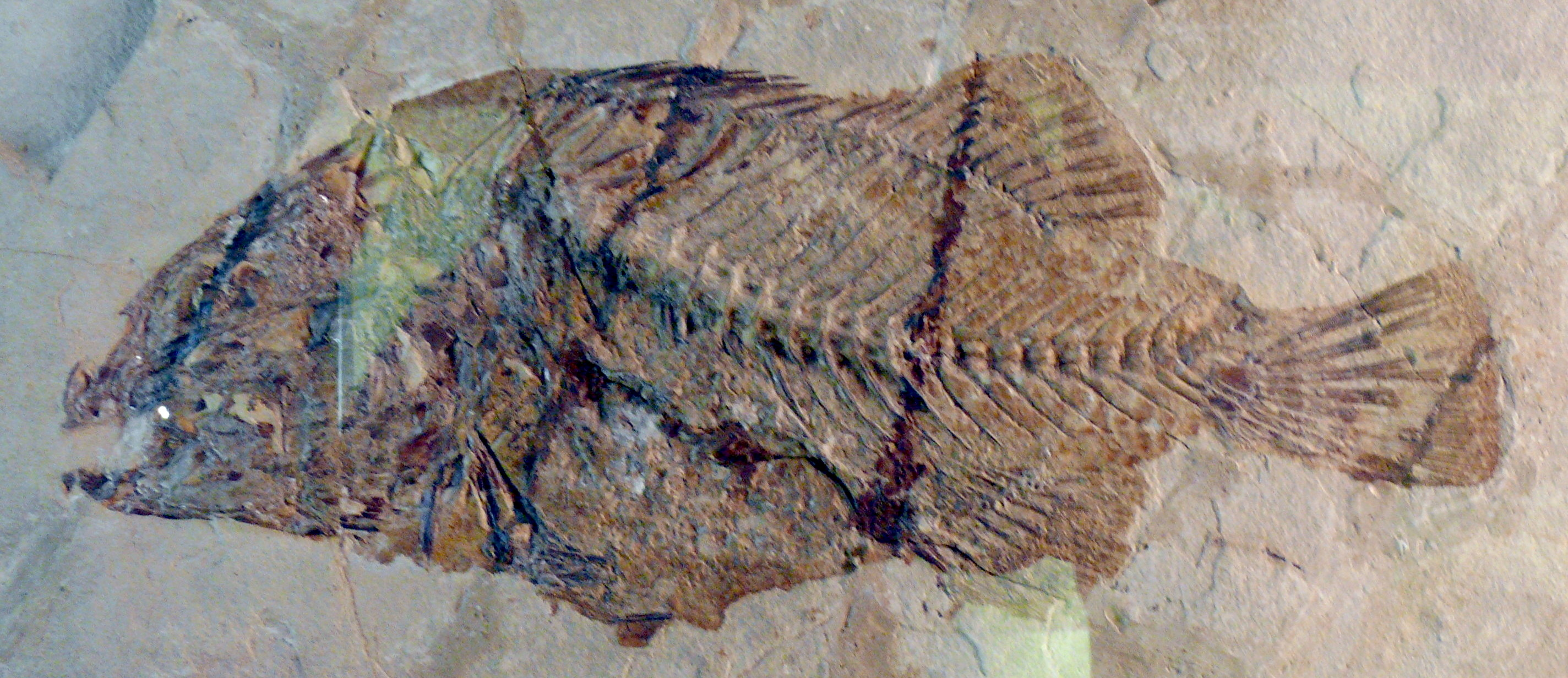
Cyclopoma gigas di Monte Bolca

- Cyclopoma gigas, del medio Eocene, ritrovato nei giacimenti fossiliferi di Bolca (Veneto) e più recentemente anche a Ottati nel Cilento.[3]
- Cyclopoma spinosum